# Ylla
Ylla, født Camilla Koffler (16. august 1911 – 30. marts 1955) var en ungarsk fotograf, der specialiserede sig i dyrefotografi. Da hun døde, blev hun "betragtet som en af de dygtigste dyrefotografer i verden."
Ylla var født i Wien i datidens østrig-ungarske rige og havde en kroatisk mor og en rumænsk far, som begge havde ungarsk statsborgerskab. Hun var meget berejst siden barndommen, hvor hun blev sendt på en tysksproget kostskole i Budapest.
Hendes kunstnernavn "Ylla" skulle efter sigende komme fra hendes tid i Beograd, hvor hun som teenager flyttede til med sin mor i 1922 og studerede skulptur på det jugoslaviske kunstakademi. Hun fandt efter sigende ud af, at på serbisk lyder hendes fornavn til forveksling som en kamel - (serbisk: камила, kamyla) - så hun skiftede sit kaldenavn til forkortelsen Ylla i stedet. Hun var en dygtig skulptør og fik også bestilling fra en biograf i Beograd på udsmykning udført i basrelief i 1929.
I 1931 flyttede Ylla fra Beograd til Paris, hvor hun begyndte at studere skulptur på Colarossi-akademiet og arbejdede ved siden af som assistent for fotografen Ergy Landau. Her startede hendes fascination af fotografiets teknologi og kunsten, der ville gøre hende verdensberømt og respekteret.
I 1932 begyndte hun at tage billeder af dyr og udstillede hurtigt sine værker på Galerie de La Pléiade. Hun åbnede også sit eget fotostudio i Paris, hvor hun tjente på at tage billeder af borgerskabets kæledyr. I 1933 begyndte hun at arbejde med fotoforlaget Radopho for ungarske Charles Rado, og hendes gode billeder af dyr blev mere og mere beundrede. Forlaget i Paris og senere Rados nye forlag i USA, Radopho Guillumette Pictures, udgav adskillige af hendes bøger og albums med hendes dyrebilleder. Ylla stod selv for at lave sine bøger om dyr og sine albummer samt solgte sine billeder til illustration af bøger og mange aviser og magasiner.
Så eftertragtet blev hendes kunst og værker, at museet MoMA i New York ansøgte i 1940 om et arbejdsvisum til hende for at få hende ud af Europa pga. anden verdenskrig, hvilket gjorde, at Ylla kunne emigrere og bosætte sig i USA i 1941. Efter krigen rejste hun blandt andet på en stor fotorejse i Afrika i 1952 og tog også til Indien i 1954. Hun elskede dyr, var på bølgelængde med dem, og var begejstret for at kunne tage billeder af vilde dyr i deres naturlige omgivelser. Hun ville efter rejserne ikke længere stille sig tilfreds med blot at fotografere vilde eller halvtamme dyr i zoologiske haver, som hun førhen gjorde.
I marts 1955 mistede den lovende kunstner livet alt for tidligt, da hun faldt ned fra en jeep og pådrog sig store kvæstelser, mens hun var ved at fotografere et oksekærre-væddeløb til et festival i Bharatpur i det nordlige Indien. Efter Yllas død var Charles Rado arvtager af rettighederne til hendes portfolio og ved hjælp af en designer, en digter og en forfatter, fik han udarbejdet og udgivet hele ni bøger ud fra hendes billeder i portfoliet. Nogle af de mest populære af disse bøger, genudgivet flere gange, var Polar Bear Brothers, I'll Show You Cats, Little Elephant og Animal Babies.